# İlhan Mansız
İlhan Mansız (Kempten im Allgäu, na então Alemanha Ocidental, 17 de agosto de 1975) é um ex-futebolista turco, e atualmente compete na patinação artística.

## Carreira
De etnia tártara da Crimeia, Mansiz fazia parte do grupo de jogadores nascidos na Alemanha que integravam a seleção turca na Copa do Mundo de 2002, que incluía também Yıldıray Baştürk e Ümit Davala.
Antes daquele mundial, era um entre vários desconhecidos da equipe turca. Mas no jogo de estreia, contra o Brasil, surpreendeu ao dar um drible de chapéu em Roberto Carlos. Seu primeiro gol na Copa, entretanto, só sairia nas quartas-de-final, contra Senegal, sendo justamente o "gol de ouro" - a partida estava na prorrogação - que classificou os turcos para as semifinais, onde enfrentariam novamente os brasileiros.
Os turcos caíram, restando o bronze, cuja conquista teve participação decisiva de Mansız, que fez dois gols no jogo pela terceira colocação, contra Coreia do Sul - jogo que a Turquia venceu por 3 a 2. Com três gols na Copa, foi o artilheiro turco na competição.
Mansız, que já tinha 27 anos à época do mundial, lamentou a descoberta tardia de seu talento. Por clubes, destacou-se localmente pelo Beşiktaş de Istambul, emigrando depois para o Japão, onde jogou no Vissel Kobe. Chegou a ser contratado pelo Hertha Berlim, mas nunca pôde jogar lá devido a lesões.

## Títulos
Seleção Turca
- Copa do Mundo de Futebol de 2002: 3º Lugar